# Gigliola Cinquetti
Gigliola Cinquetti (Verona, 20 dicembre 1947) è una cantante, attrice e conduttrice televisiva italiana.
Ha pubblicato i suoi singoli in tutto il mondo, incidendo in otto lingue diverse ; la sua canzone Non ho l'età ebbe un enorme successo e ha venduto più di quattro milioni di copie in tutta Europa. I suoi singoli sono stati pubblicati in 120 paesi ed è una delle poche cantanti italiane a essere entrate in classifica nel Regno Unito. In totale, ha venduto più 15 milioni di dischi in tutto il mondo. Ha vinto per due volte il Festival di Sanremo: nel 1964, con Non ho l'età, brano con cui si aggiudicò anche l'Eurovision Song Contest (prima italiana a riuscirci), e nel 1966 con Dio, come ti amo.

## Biografia

Gigliola Cinquetti in vacanza con i genitori nel 1964

Nacque da una famiglia agiata a Verona, figlia di Luigi, disegnatore tecnico, e Sara, e crebbe per alcuni anni nel comune di Trevenzuolo. Diplomata alla scuola d'arte di Verona, conseguendo anche l'abilitazione all'insegnamento, s'iscrisse alla facoltà di Architettura prima e a quella di Filosofia poi, ma senza laurearsi. La sua carriera di cantante professionista iniziò a soli 15 anni, ottenendo subito risultati di livello internazionale.
Gigliola Cinquetti ha sempre amato anche la pittura e l'arte, oltre alla musica. Ha anche realizzato alcune copertine di suoi dischi come La Bohème e Mistero. Nel 1973 iniziò una collaborazione con lo scrittore di favole per bambini Umbertino di Caprio e illustrò per lui il libro Il pescastelle. Tale collaborazione fu ripetuta, nel 1976, con la realizzazione del secondo lavoro, Inchiostrino.
Nel 1981, dopo una lunga assenza dalle scene a seguito del matrimonio con il giornalista Luciano Teodori e la nascita dei figli Giovanni e Costantino, Gigliola ritornò in TV in un ruolo completamente nuovo per lei, quello della giornalista televisiva nel programma di Federico Fazzuoli Linea Verde. Scrisse per diversi giornali e nel 1996 Rai International le affidò un programma estivo in cinque puntate dal titolo Donne – Viaggio nella storia delle donne italiane.
Gigliola Cinquetti nel 2008 ha ricevuto il premio Giulietta alla Donna quale omaggio alla carriera in Italia e nel mondo.

### Carriera

Gigliola Cinquetti al Festival di Sanremo del 1964, mentre canta Non ho l'età (per amarti)

Dai nove ai tredici anni Cinquetti studiò pianoforte, effettuando anche gli esami di teoria musicale, al Conservatorio di Verona, e canto, con la maestra Andreis, che la fece partecipare nel 1959 a una manifestazione canora organizzata dall'Enal, unica bambina tra gli altri artisti adulti. Dopo questo esordio si mise in luce come bambina prodigio, partecipando per alcuni anni a serate ed esibizioni nella sua città e cantando, tra gli altri brani, Le mille bolle blu di Mina, È vero di Umberto Bindi, Guarda che luna di Fred Buscaglione e Stasera sì, canzone napoletana incisa da Nunzio Gallo, Claudio Villa e Mario Trevi.

#### Gli anni '60 e il successo internazionale

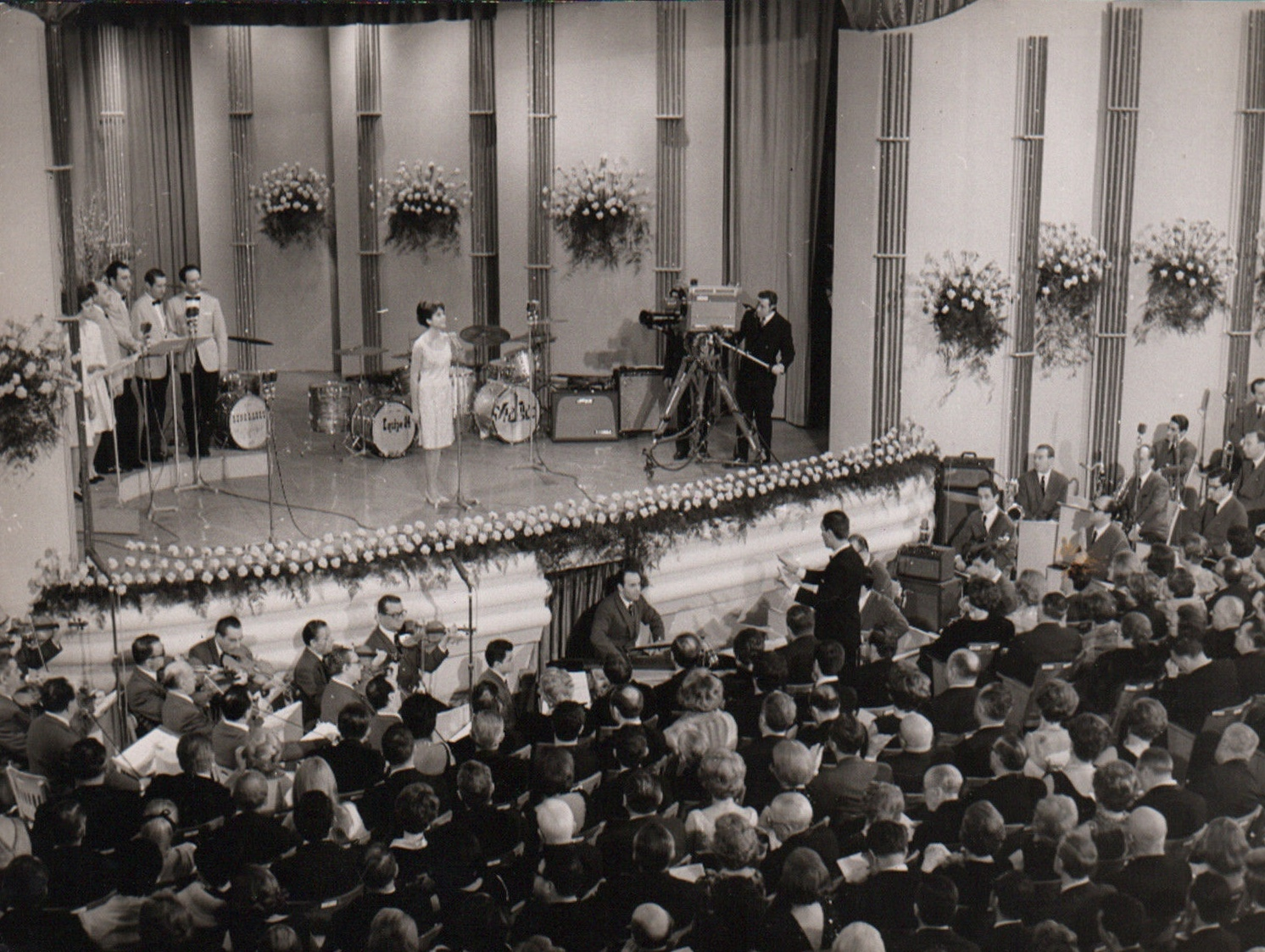
Gigliola Cinquetti a Sanremo 1966 mentre presenta Dio, come ti amo!, con la quale ha vinto quell'edizione. Risulta anche ben visibile la scenografia del salone del Casinò di Sanremo.

Dopo aver vinto il Festival di Castrocaro 1963 con la canzone di Giorgio Gaber Le strade di notte e Sull'acqua, Gigliola prese parte al Festival di Sanremo 1964, prima delle sue 12 partecipazioni quasi tutte consecutive, vincendolo in coppia con Patricia Carli con la canzone Non ho l'età. Nel marzo successivo vinse, sempre con la stessa canzone, anche l'Eurofestival di quell'anno tenutosi a Copenaghen. In breve tempo arrivò prima in classifica in Italia per due settimane e in Francia, seconda nei Paesi Bassi e terza in Germania e Norvegia, vendendo più di quattro milioni di copie in tutta Europa. Nello stesso anno partecipò al programma televisivo Napoli contro tutti (che quell'anno sostituiva Canzonissima) e giunse in finale classificandosi seconda. La Cinquetti sosterrà spesso in seguito che il gruppo dei Beatles (con i quali fu anche in contatto allora) si sia ispirato proprio alla canzone Non ho l'età per creare la celeberrima Yesterday.
Dal 1964 al 1977, Gigliola ha inciso dischi in francese, facendo carriera fino al 1969 per la casa discografica Festival, poi a partire dal 1970 per la CBS.
L'anno successivo tornò al Festival con una canzone scritta da Piero Ciampi, Ho bisogno di vederti. Si accostò spesso alla canzone d'autore, incidendo nel 1965 Sfiorisci bel fiore di Enzo Jannacci e nel 1966 la versione in francese Les Filles et les roses con testo di Françoise Dorin, nel 1967 Una storia d'amore di Francesco Guccini (che però non la firmò, in quanto non ancora iscritto alla SIAE) e nel 1968 Sera di Roberto Vecchioni, più nota nella versione di Giuliana Valci.
Nel 1966, in coppia con Domenico Modugno, vinse di nuovo Sanremo con la canzone Dio come ti amo; fu però Modugno che portò la canzone all'Eurofestival, classificandosi all'ultimo posto. La versione discografica di Modugno ottenne anche un maggior successo di vendite. Nel 1967 si classificò seconda a Un disco per l'estate con la canzone La rosa nera. Nel 1968, giovane attrice, interpretò il ruolo di Zanze nello sceneggiato televisivo Le mie prigioni, diretto da Sandro Bolchi sulla vita di Silvio Pellico. Nel 1969 ebbe un buon successo a Sanremo con La pioggia, che poi portò anche in Francia con il titolo L'orage.

#### Gli anni '70
All'inizio degli anni settanta, seguendo una moda del momento, si avvicinò alla musica folk con canzoni come La domenica andando alla messa, Quel mazzolin di fiori, Sul cappello che noi portiamo e Mamma mia dammi cento lire: il suo repertorio quindi in quel periodo si affiancò a quello di Orietta Berti che, nello stesso periodo, compì l'identica operazione, e a quello di Rosanna Fratello, interprete della musica popolare meridionale in un album.
Nel frattempo continuò saltuariamente l'attività di attrice, partecipando quale protagonista allo sceneggiato Il bivio (1972), nel quale interpretava una giovane cantante che, dopo aver raggiunto un clamoroso successo, si perse per strada concludendo tragicamente la propria esistenza.

Gigliola Cinquetti con Tata Giacobetti nel 1971

Nel 1973 vinse Canzonissima con Alle porte del sole, conquistando la prima posizione dell'hit-parade; l'anno successivo partecipò all'Eurovision Song Contest 1974, che si teneva in Inghilterra, a Brighton, con la canzone Sì (scritta da Daniele Pace, Mario Panzeri, Lorenzo Pilat e Corrado Conti), che si classificò al secondo posto dietro a Waterloo degli ABBA e che divenne uno dei più grandi successi internazionali della Cinquetti; tradotta in inglese con il titolo Go (Before You Break My Heart) raggiunse l'ottava posizione nelle Official Singles Chart del Regno Unito. A questa canzone è legato un episodio di censura: la Rai, infatti, decise di rimandare la messa in onda dell'Eurofestival a dopo il 12 maggio 1974, giorno in cui si votò per il referendum per l'abrogazione della legge sul divorzio, in quanto i vertici dell'azienda ritenevano che il titolo della canzone della Cinquetti potesse influenzare il voto degli italiani.
Nel 1978 uscì l'album Pensieri di donna da cui vennero estratti i due 45 giri: O que será (Fior di pelle) / Fruta flor matutina (Tu sei di me) e Ma chi l'avrà inventato quest'uomo / Sono un robot.

#### Gli anni '80 e '90
Nel 1982 partecipò a Portobello di Enzo Tortora e incise un LP dal titolo Il Portoballo; nello stesso anno uscì il singolo su 45 giri Bella questa Italia.
Nel 1985 tornò a Sanremo con Chiamalo amore e si classificò terza, mentre nell'edizione 1989 si presentò con Ciao e il risultato non brillante segnò l'inizio del suo declino discografico. Nel 1991 uscì Tuttintorno, album prodotto da Mimmo Locasciulli, autore anche della maggior parte dei brani; nello stesso anno, in coppia con Toto Cutugno, presentò l'edizione di quell'anno dell'Eurovision Song Contest, che si tenne a Roma. Nel 1995 fu ancora a Sanremo con un brano scritto da Giorgio Faletti, Giovane vecchio cuore, e pubblicò l'omonimo album con scarsi risultati di vendita. Nel 1997 recitò a teatro interpretando il ruolo di Lisa nella commedia L'uomo che inventò la televisione, spettacolo che non incontrò però i favori del pubblico.

#### La carriera come presentatrice e il nuovo millennio
Dopo i numerosi insuccessi discografici, lasciò la canzone per il giornalismo e la conduzione televisiva (nel 1992 aveva peraltro già presentato una trasmissione su Telemontecarlo, Festa di compleanno). Dopo i programmi Sliding doors e Gap su RaiSat Extra e la versione estiva del programma di divulgazione medica Elisir su Raitre, condusse Italia Rai, programma prodotto da Rai International. È stata insignita del "Premio Giulietta alla Donna alla Carriera 2008", in omaggio alla sua ricca carriera. Nel 2011 fu membro fisso della giuria del varietà Attenti a quei due - La sfida, condotto da Max Giusti e Fabrizio Frizzi. Nel 2012 partecipò al programma televisivo Tale e quale show, condotto da Carlo Conti su Rai 1.
Il 14 gennaio 2013 fu al Teatro Nuovo di Verona per Tuffo al cuore, il concerto ideato da Luciano Teodori con gli arrangiamenti e la direzione di Valter Sivilotti, che la videro esibirsi con l'orchestra dell'Accademia musicale Naonis e l'ensemble vocale ArteVoce. Il 2 marzo da Chalon-sur-Saône, in Francia, partì il tour Âge Tendre et Tête de Bois, che vide Gigliola tra le protagoniste e la portò ad attraversare la Francia, il Belgio e la Svizzera per un intero anno. Il 27 marzo fu di nuovo in concerto con Tuffo al cuore al Teatro Giacosa di Aosta nell'ambito della Saison culturelle.
Il 24 febbraio 2014 uscì il primo libro di Gigliola intitolato Viaggio con lei, pubblicato da Datanews. La pubblicazione era inizialmente prevista per settembre 2012, con il titolo di Storie Brevi, ma fu posticipata a causa di alcune revisioni del testo.
Il 21 ottobre 2013 uscì il singolo Leggerezza, cantato insieme al figlio Costantino Teodori, che venne inserito anche nella compilation Capo Verde terra d'amore, vol. 4 (Canzoni di Cesaria Evora, Teofilo Chantre e Princesito in italiano) distribuita dall'etichetta Incipit Record.
Il 4 dicembre 2015 uscì il nuovo singolo Lacrima in un oceano, che anticipò l'album 20.12 - uscito appunto il 20 dicembre - nel giorno del compleanno di Gigliola, contenente 10 inediti e una cover di Lady Jane dei Rolling Stones.
È stata ospite nella seconda serata del Festival di Sanremo 2021, cantando Non ho l'età (per amarti) e Dio, come ti amo.
Il 14 maggio 2022 si è esibita a Torino come ospite alla 66ª edizione dell'Eurovision Song Contest con il brano Non ho l'età, vincitore dell'edizione del 1964.
Il 10 febbraio 2024 è tornata ad esibirsi al Festival di Sanremo con il brano Non ho l'età, a 60 anni dalla vittoria del 1964. Nello stesso mese ha partecipato a Tale e quale Sanremo. A inizio 2025 è chiamata a fare la maestra a Ora o mai più, show musicale di Rai 1.

## Partecipazioni al Festival di Sanremo
| Edizione | Brano                     | Duettante        | Piazzamento |
| -------- | ------------------------- | ---------------- | ----------- |
| 1964     | Non ho l'età (Per amarti) | Patricia Carli   | 1º          |
| 1965     | Ho bisogno di vederti     | Connie Francis   | 2º          |
| 1966     | Dio, come ti amo          | Domenico Modugno | 1º          |
| 1968     | Sera                      | Giuliana Valci   | 8º          |
| 1969     | La pioggia                | France Gall      | 6º          |
| 1970     | Romantico blues           | Bobby Solo       | 6º          |
| 1971     | Rose nel buio             | Ray Conniff      | 9º          |
| 1972     | Gira l'amore (Caro bebè)  | -                | 9º          |
| 1973     | Mistero                   | -                | NF          |
| 1985     | Chiamalo amore            | -                | 3º          |
| 1989     | Ciao                      | -                | 18º         |
| 1995     | Giovane vecchio cuore     | -                | 14º         |

## Partecipazioni a Un disco per l'estate
- Un disco per l'estate 1967 - La rosa nera - 2º posto.
- Un disco per l'estate 1968 - Giuseppe in Pennsylvania - 12º posto.
- Un disco per l'estate 1969 - Il treno dell'amore - 8º posto,

## Partecipazioni a Canzonissima
- Napoli contro tutti (1964) - Non ho l'età / Anema e core
- Scala reale (1966) - Dommage Dommage
- Partitissima (1967) - Piccola città
- Canzonissima 1968 - La rosa nera / Quelli eran giorni
- Canzonissima 1970 - Il condor / La domenica andando alla messa
- Canzonissima 1971 - Qui comando io / La domenica andando alla messa / Canta bambino
- Canzonissima 1972 - Tu balli sul mio cuore / Anema e core / La bohème / Stasera vorrei sentir la ninna nanna
- Canzonissima 1973 - Il tango delle capinere/ La Spagnola / Alle porte del sole
- Canzonissima 1974 - L'Edera / Non andare via

## Partecipazioni all'Eurovision Song Contest
- Eurovision Song Contest 1964 - Non ho l'età (per amarti) - 1º posto.
- Eurovision Song Contest 1974 - Sì - 2º posto
- Eurovision Song Contest 1991 - Conduzione
- Eurovision Song Contest 2022 - Non ho l'età (per amarti) - Ospite

## Discografia

### Album in studio
- 1964 - Gigliola Cinquetti (CGD, FG 5012)
- 1967 - La rosa nera (CGD - Serie Smeraldo, POP 36)
- 1967 - Gigliola per i più piccini (CGD, FG 5036)
- 1969 - Il treno dell'amore (CGD - Serie Smeraldo, POP 75)
- 1971 - Cantando con gli amici (CGD, FGL 5086)
- 1972 - ...e io le canto così (CGD, FGL 5094, stampato con copertine diverse e stesso numero di catalogo)
- 1972 - Su e giù per le montagne (CGD, FGL 5114)
- 1973 - Stasera ballo liscio (CGD, 69044)
- 1974 - Gigliola Cinquetti (CGD, 69068)
- 1975 - Gigliola e la banda (CGD, 69194)
- 1978 - Pensieri di donna (CGD, 20050)
- 1982 - Il Portoballo (CGD, 20336)
- 1991 - Tuttintorno (Dischi Ricordi, SMRL 6437, stampato due volte con artwork diversi e nel 1997 con il titolo Prima del temporale (PULL/FUEGO FCD 2126, con ordine delle tracce e titolo diversi)
- 1995 - Giovane vecchio cuore (Mercury Records, 526 832-2, stampato tre volte con artwork diversi)
- 2015 - 20.12  (Lela S.r.l., 1/2016)

### Album dal vivo
- 1973 - Recital in Japan (Seven Seas – GP-308, solo per il mercato giapponese, stampato in Italia su musicassetta col titolo Gigliola Cinquetti in Giappone)
- 1996 - Live in Tokio (NAR)

## Filmografia
- Canzoni, bulli e pupe, regia di Carlo Infascelli (1964)
- 008 operazione ritmo, regia di Tullio Piacentini (1965)
- Questi pazzi, pazzi italiani, regia di Tullio Piacentini (1965)
- Gatto Filippo: Licenza d'incidere, regia di Pino Zac e Daniele D'Anza (1966)
- Testa di rapa, regia di Giancarlo Zagni (1966)
- Dio, come ti amo!, regia di Miguel Iglesias (1966)
- Il professor Matusa e i suoi hippies, regia di James Stuart (1968)
- Addio giovinezza!, regia di Antonello Falqui (1968, sceneggiato televisivo)
- Le mie prigioni, regia di Sandro Bolchi (1968, sceneggiato televisivo)
- Il bivio, regia di Domenico Campana (1972, originale televisivo)
- Commesse (1999-2002)
- I cavalieri che fecero l'impresa, regia di Pupi Avati (2001)

## Programmi televisivi
- Johnny 7 (Secondo Programma, 1964)
- Io, Gigliola (Programma Nazionale, 1966)[14]
- Ma l'amore sì (Secondo Programma, 1971)
- Midi France (TF1, 1973)
- Vino, whisky e chewing-gum (Programma Nazionale, 1974)
- La compagnia stabile della canzone con varietà e comica finale (Programma Nazionale, 1975)
- L'amico della notte (Rete 1, 1977)
- Linea Verde (Rete 1, 1981-1982)
- Festival di Castrocaro (Rete 1, 1981; Rai 1, 1986)
- Io sabato (Rete 1, 1981)
- Portobello (Rete 2, 1982)
- Premiatissima (Canale 5, 1986) Concorrente
- Uno mattina (Rai 1, 1987) Inviata speciale
- Tivù Tivù (Canale 5, 1987) Inviata speciale
- Via Teulada 66 (Rai 1, 1988-1989) Ospite fisso
- Una notte d'estate - Premio Fiuggi '89 (Rai 1, 1989)
- Gigliola Cinquetti torna a Verona (Rai 1, 1989)
- Una rotonda sul mare (Canale 5, 1989) Concorrente
- Ci vediamo (Rai 1, 1989- 1990) Ospite fisso
- C'era una volta il Festival (Canale 5, 1989) Concorrente
- Eurofestival (Rai 1, 1991, con Toto Cutugno)
- Festa di compleanno (Telemontecarlo, 1991-1992) Conduttrice
- Festa di capodanno (Telemontecarlo, 1991-1992) Conduttrice
- Festa della mamma (Rai 1, 1994, con Gianfranco D'Angelo)
- C'era una volta il festival di Napoli (Telemontecarlo, 1994)
- Napoli prima e dopo (Rai 1, 1995)
- Donne - Viaggio nella storia delle donne italiane (Rai International, 1998)
- Vivendo parlando (SAT 2000, 1998-2002)
- Di che sogno sei (Rai Extra, 2004)
- Sliding doors (Rai Extra, 2005-2006)
- Pronto Elisir (Rai 3, 2005-2006)
- GAP - Generazioni alla prova (Rai 3, 2006-2008)
- Buongiorno Gigliola (Rai 1, 2006-2007)
- Attenti a quei due - La sfida (Rai 1, 2011) Giurata
- Premio Campiello (Rai 1, 2012, con Bruno Vespa)
- Tale e quale show (Rai 1, 2012)
- Meraviglie - La penisola dei tesori, 4ª puntata (Rai 1, 2018)
- Oggi è un altro giorno (Rai 1, 2020-2023) Opinionista
- Domenica con Gigliola Cinquetti (Rai Storia, 2022)
- Junior Eurovision Song Contest 2022 (Rai 1, 2022) Commentatrice
- Tale e quale Sanremo (Rai 1, 2024) Concorrente
- Ora o mai più (Rai 1, 2025) Giurata e Coach - vincitrice

Prese parte inoltre ad alcuni episodi della rubrica pubblicitaria televisiva Carosello: nel 1964 con Quinto Parmeggiani per l'Innocenti Austin A40 e la Lambretta 150 Special e nel 1966 per le caramelle del Dolcificio Lombardo Perfetti.
I suoi figli, Giovanni (giornalista) e Costantino (architetto), hanno partecipato alla seconda edizione di Pechino Express come la coppia dei "figli di".

## Gigliola Cinquetti in letteratura
- Giorgio Scerbanenco, nel suo romanzo del 1969 I milanesi ammazzano al sabato, cita la cantante: il disco preferito di Donatella Berzaghi è infatti Giuseppe in Pennsylvania, e anche il personaggio principale Duca Lamberti la conosce e la canterella in ufficio.

- Henning Mankell scrittore svedese, nel suo libro Scarpe italiane, cita Gigliola e la sua canzone Non ho l'eta